# Метод обратного преобразования
Ме́тод обра́тного преобразова́ния (Преобразование Н. В. Смирнова) — способ генерации случайных величин с заданной функцией распределения, путём преобразования выборки из равномерного распределения.

## Описание алгоритма
Пусть {\displaystyle F(x)} является функцией произвольного распределения. Покажем, как, имея генератор выборки из стандартного непрерывного равномерного распределения, получить выборку из распределения, задаваемого функцией распределения {\displaystyle F(x)}.

### Строго возрастающая функция распределения
Если функция {\displaystyle F:\mathbb {R} \to [0,1]} строго возрастает на всей области определения, то она биективна, а следовательно имеет обратную функцию {\displaystyle F^{-1}:[0,1]\to \mathbb {R} }.
- Пусть {\displaystyle U_{1},\ldots ,U_{n}\sim U[0,1]} — выборка из стандартного непрерывного равномерного распределения.
- Тогда {\displaystyle X_{1},\ldots ,X_{n}}, где {\displaystyle X_{i}=F^{-1}(U_{i}),\;i=1,\ldots ,n}, — выборка из интересующего нас распределения.

#### Пример
Пусть требуется сгенерировать выборку из экспоненциального распределения с параметром {\displaystyle \lambda >0}. Функция этого распределения
{\displaystyle F(x)=1-e^{-\lambda x}}
строго возрастает, и её обратная функция имеет вид
{\displaystyle F^{-1}(x)=-{\frac {1}{\lambda }}\,\ln(1-x)}.
Таким образом, если {\displaystyle U_{1},\ldots ,U_{n}} — выборка из стандартного непрерывного равномерного распределения, то {\displaystyle X_{1},\ldots ,X_{n}}, где
{\displaystyle X_{i}=-{\frac {1}{\lambda }}\ln(1-U_{i}),\;i=1,\ldots ,n}
— искомая выборка из экспоненциального распределения.

### Неубывающая функция распределения
Если функция {\displaystyle F:\mathbb {R} \to [0,1]} лишь не убывает, то её обратная функция может не существовать. В таком случае необходимо модифицировать приведённый выше алгоритм.
- Пусть {\displaystyle U_{1},\ldots ,U_{n}\sim U[0,1]} — выборка из стандартного непрерывного равномерного распределения.
- Тогда {\displaystyle X_{1},\ldots ,X_{n}}, где {\displaystyle X_{i}=\inf\{x\mid F(x)=U_{i}\},\;i=1,\ldots ,n}, — выборка из интересующего нас распределения.

## Замечания
- Если {\displaystyle F(x)} строго возрастает, то {\displaystyle F^{-1}(u)=\inf\{x\mid F(x)=u\}}. Таким образом, модифицированный алгоритм для произвольной функции распределения включает в себя отдельно разобранный случай строго возрастающей функции распределения.
- Несмотря на кажущуюся универсальность, данный алгоритм имеет серьёзные практические ограничения. Даже если функция распределения строго возрастает, вычислить её обратную не всегда просто, особенно если она не задана в виде элементарной функции, как, например, в случае нормального распределения. В случае функции распределения общего вида чаще всего необходимо численно находить точную нижнюю грань, что может быть очень трудоёмко.

## Математическое обоснование
Пусть {\displaystyle U\sim U[0,1]}, то есть {\displaystyle F_{U}(u)=u,\;u\in [0,1]}. Рассмотрим функцию распределения случайной величины {\displaystyle X=\inf\{x\mid F(x)=U\}}.
{\displaystyle \mathbb {P} (X\leq x)=\mathbb {P} (\inf\{x'\mid F(x')=U\}\leq x)=\mathbb {P} (U\leq F(x))=F_{U}(F(x))=F(x)}.
То есть {\displaystyle X} имеет функцию распределения {\displaystyle F(x)}.